# ペールエール

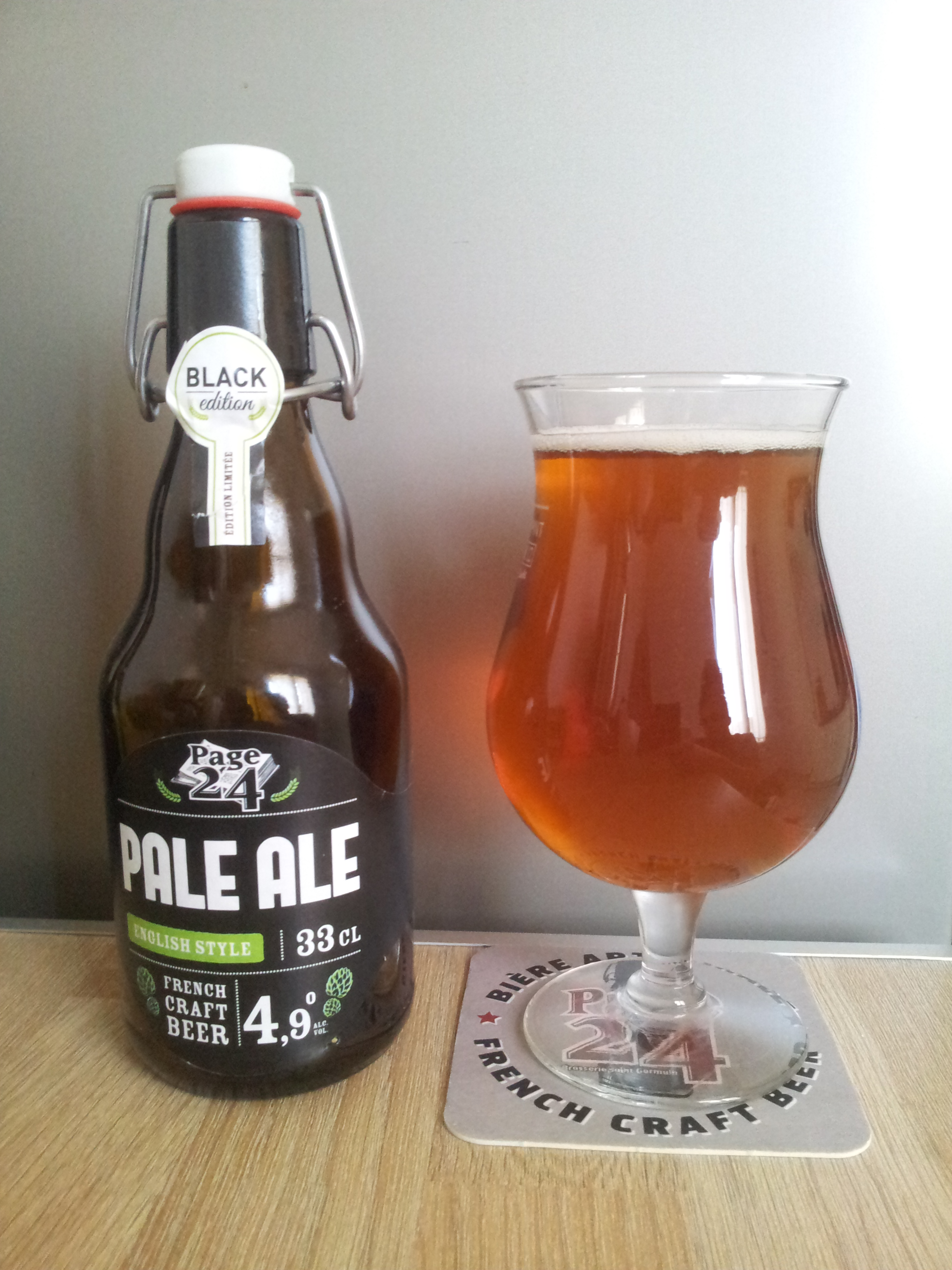
ペールエールの例

ペールエール（英語: pale ale）は、ビールのスタイルの1つ。イギリスの国民酒の1つである。日本語のカタカナ表記としてはペール・エールもある。
イングリッシュ・ペールエールとも呼ばれる。

## 概要
アルコール度数は4.5%から5.5%、ダークゴールドから銅色の液色で、ホップの香りと苦味が特徴である。
バス・ブリュワリーのバス・ペールエールが有名。
名称の「ペール（pale）」は「淡い」の意であり、ペールエールが発祥した当時のエール (ビール)の液色が濃色であったことから名付けられた。ただし、今日の日本のビール（ピルスナー）と比べると色合いが濃く、「淡い色」とは言い難い。この他にも、「ペール」に「澄んだ」「濁りが無い」という意味合いがることから、当時の他のビールと比べて透明感のある銅色から「ペール」と名付けられたとする説もある。
琥珀色の淡い液色は発祥地であるイングランドのバートン＝オン＝トレントの硬水に由来し、ペールエールを作るための水質を調整することを「バートン化、バートナイズ（英語: Burtonize）」と呼ぶ。
『ビアスタイル・ガイドライン1208』ではイングリッシュ・ペールエール（スタンダード）を以下のように定義している。
- IBU 25から35
- SRM 4から14

SRM イメージ色
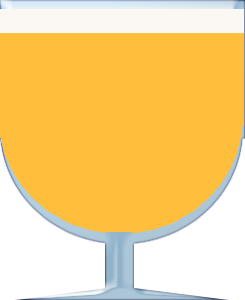
SRM 4
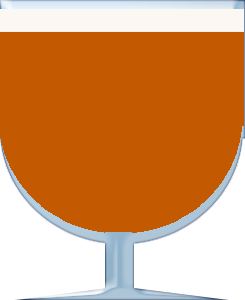
SRM 14

## 歴史
イングランドのバートン＝オン＝トレントでは古くから修道院でビールが醸造されており、1630年頃にはバートンエールが誕生する。このバートンエールがペールエールの元祖と言われている。
イギリスでは1697年にビールの原料となるビール麦芽への課税が始まった。そこで節税のため新たな製法が模索された結果、ホップの使用量を増やしたペールエールが誕生した。

## アメリカン・ペールエール
アメリカ産のホップを用いてアメリカ人向けにしたペールエール。
ホップのアロマ香と苦味がより強い。

## インディア・ペールエール
18世紀末、インドに輸出するために開発されたペールエール。